# Jameson Parker
Jameson Parker, właśc. Francis Jameson Parker Jr. (ur. 18 listopada 1947 w Baltimore) – amerykański aktor telewizyjny, teatralny i filmowy, także producent filmowy.

## Życiorys

### Wczesne lata
Urodził się w Baltimore w stanie Maryland jako syn urzędnika służby dyplomatycznej i kustosza muzeum Francisa Jamesona Sr. i scenarzystki Sydney Buchanan (z domu Sullivan) Parker. Uczęszczał do St. Albans School w Waszyngtonie i szwajcarskiej prywatnej szkoły podstawowej. Podczas służby dyplomatycznej swojego ojca zwiedził większość Europy. Studiował dramat w Beloit College w Beloit, studia ukończył w 1971 r.

### Kariera
Początkowo otrzymał pracę z przedstawieniem Howarda Sacklera Wielka nadzieja (The Great White Hope) przy Arena Stage, a następnie zagrał w teatralnych adaptacjach sztuk Alberta Camusa Kaligula i Arthura Kopita Hindus (Indians). W 1972 r. przeniósł się do Nowego Jorku, gdzie występował w telewizyjnych reklamach i produkcjach off-broadwayowskich.
W 1976 r. pojawił się jako Dale Robinson w operze mydlanej NBC Somerset oraz jako Bradley ‘Brad’ Vernon w operze mydlanej ABC Tylko jedno życie (One Life to Live, 1976-78).
Przełomem stała się rola detektywa Andrew Jacksona ‘A.J.’ Simona w serialu CBS Simona & Simon (1981-88), w którym wraz z Geraldem McRaneyem grał przez osiem sezonów.

### Życie prywatne
26 lipca 1969 r. ożenił się z Anne Taylor Davis, z którą ma córkę Amye, lecz rozwiódł się w 1971. Drugi związek małżeński zawarł 30 października 1976 z menadżerką, scenarzystką, aktorką i fotografem Bonnie Sue Dottley, z którą ma dwóch synów Francisa Jamesona III („Jamiego”) i Christiana Buchanana oraz córkę Katherine Sullivan. Jednak w 1992 rozwiódł się. 18 czerwca 1992 poślubił aktorkę Darleen Carr.
1 października 1992 podczas upadku, Parker został postrzelony przez sąsiada mieszkającego obok jego domu. Całkowicie doszedł do siebie, i sąsiad został uznany za winnego usiłowania zabójstwa i skazany na dziewięć lat więzienia. Wydarzenie aktor później opisał w swoich wspomnieniach Przypadkowy kowboj (An Accidental Cowboy).

## Filmografia

### Filmy fabularne
- 1978: Imigranci (The Immigrants, TV)
- 1979: Kobieta przy West Point (Women at West Point) jako J.J. Palfrey
- 1980: Więzy przyjaźni (A Small Circle of Friends) jako Nick Baxter
- 1980: Obietnica miłości (The Promise of Love, TV) jako Sam Daniels
- 1983: Karaibska tajemnica (A Caribbean Mystery, TV) jako Tim Kendall
- 1986: Kim jest Julia? (Who Is Julia?, TV) jako Don North
- 1986: Jackals jako Dave Buchanon
- 1989: Spy (TV) jako Frank Harvey
- 1991: Oskarżona o zabójstwo (She Says She’s Innocent, TV) jako Eric Reilly
- 1993: Umrzeć przed świtem (Dead Before Dawn, TV) jako Robert Edelman
- 1996: Przeklęta wyspa (Dead Man’s Island) jako Lyle Stedman
- 1997: Coś na szczęście (Something Borrowed, Something Blue, TV) jako Richard Ives

### Seriale TV
- 1976: Somerset jako Dale Robinson
- 1976-78: Tylko jedno życie (One Life to Live) jako Bradley ‘Brad’ Vernon
- 1980: Państwo Hart (Hart to Hart) jako Whitney Rogers
- 1980: Rodzina (Family) jako Jack
- 1981-88: Simon & Simon jako AJ Simon
- 1982: Magnum (serial telewizyjny) jako A.J. Simon
- 1982: Bret Maverick jako Whitney Delaworth III
- 1983: Whiz Kids jako A.J. Simon
- 1991: Napisała: Morderstwo (Murder, She Wrote) jako Dane Kenderson / Gordon Forbes
- 1991: Tata major (Major Dad) jako Evan Charters
- 1992-93: Legenda księcia Valianta (The Legend of Prince Valiant) jako sir Kay (głos)
- 1994: Prawo Burke’a (Burke’s Law) jako Ben Hutchins
- 1995: ABC Afterschool Specials jako John Atkins
- 1996: Strażnik Teksasu (Walker, Texas Ranger) jako sierżant Bob Horne
- 1997: Promised Land jako dr Smith
- 1998: Dzielna pani Brisby 2: Timmy rusza na ratunek (The Secret of NIMH 2: Timmy to the Rescue) jako Troy (głos)
- 2003-2004: JAG (serial telewizyjny) jako zastępca dyrektora Harrison Kershaw